# 郎位一
郎位一（英語：Gamma Comae Berenices），英文名稱來自拉丁文的γ Comae Berenices，是在星座后髮座的一顆單獨的橙色恆星。它的光度以肉眼隱約可見，視星等為4.36等。基於從地球上觀察每年19.50mas的視差，估計它與太陽的距離大約為167光年。這顆恆星正以+3公里/秒的徑向速度遠離太陽。
這是一顆演化中的K型 巨星，恆星分類為K1 III Fe0.5。後綴符號Fe表示這顆恆星在其光譜中顯示出過多的鐵。它最有可能（91%的幾率）在水平分支上，年齡為27億年。如果這是正確的，那麼估計它的質量是太陽質量的1.65倍，並且半徑已經膨脹到太陽半徑的近12倍。這顆恆星表面的有效溫度約為4,652 K，從其擴大的光球輻射出58倍於太陽的光度。郎位一的位置在后髮星團的區域內，但是它實際上可能不是這個星團的成員。